# Parma (stacja kolejowa)
Parma (włoski: Stazione di Parma) – stacja kolejowa w Parmie, w regionie Emilia-Romania, we Włoszech. Znajdują się tu 4 perony. Stacja została otwarta 21 lipca 1859, wraz z odcinkiem linii do Piacenzy. Planowana jest jej modernizacja według projektu Oriol Bohigas.

## Opis stacji
Dworzec składa się z centralnego budynku oraz dwóch mniejszych skrzydeł po obu stronach. Wewnątrz umieszczone są kasy, poczekalnia oraz inne usługi, takie jak policja kolejowa i kierownictwa ruchu. Górne piętro jest używane przez Trenitalia.
Stacja posiada 4 zadaszone perony oraz 7 krawędzi peronowych, które są połączone przejściem podziemnym. Znajduje się tu również lokomotywownia.

## Ruch kolejowy
Ruch na stacji jest cołodobowy. Rocznie stacja obsługuje około 8 mln rocznie. Wiele pociągów zatrzymuje się na stacji, w tym Intercity, Eurostar City i Frecciarossa Mediolan-Rzym. Stacja posiada połączenia kolejowe z wieloma miastami we Włoszech. Parma jest częścią projektu Centostazioni.